# Лудити
Лудисти, или лудити, били су припадници покрета радника почетком 19. века. Име су добили по раднику Неду Луду који је први поломио свој разбој. Припадници овог покрета су за тежак положај радничке класе у капитализму сматрали кривом машинску производњу. Ломљење машина био је један од видова њихове борбе.
Дана 11. марта 1811. лудисти су у Енглеској разбили машине које је требало да их замене у ткању вуне.